# Conotrachelus cristatus
Conotrachelus cristatus – gatunek chrząszcza z rodziny ryjkowcowatych.

## Zasięg występowania
Ameryka Południowa i Północna, występuje w Brazylii, Ekwadorze, Peru, Kolumbii, Trynidadzie oraz w Ameryce środkowej i Indiach Zachodnich.

## Budowa ciała
Ubarwienie ciała czarnopopielate. Od przedniej części pokryw, przez boki przedplecza, aż po głowę biegną dwie, podłużne, żółtobrązowe pręgi tworzące kształt litery "V" i zbiegające się na ryjku.